# Centrornis majori
Centrornis majori ist eine ausgestorbene Entenvogelart, die wahrscheinlich bis zum Holozän auf Madagaskar vorkam. Sie wurde 1897 von Charles William Andrews basierend auf Material aus der Sammlung von Charles Immanuel Forsyth Major beschrieben. Es handelte sich dabei um eine ungewöhnlich großwüchsige, langbeinige Halbgans, die Andrews jedoch keiner bekannten Gattung zuordnen konnte. Er führte die monotypische Gattung Centrornis ein und ehrte Major im Artepitheton. 

## Merkmale und Lebensweise
Das von Major gesammelte Material umfasst einen rechten Femur, einen rechten Tibiotarsus, das obere Ende des linken Coracoids, das proximale Ende des linken Schulterblatts sowie das proximale Ende des rechten Mittelhandknochens 
Centrornis majori weist Ähnlichkeiten mit der Höckerglanzgans auf. Sie war jedoch größer und hatte längere Beine. Die Art war auch viel größer als die Madagaskar-Gans (Alopochen sirabensis) und wies einen großen, nach vorne ragenden Sporn am Streckfortsatz (Processus extensorius) des Carpometacarpus auf, der mit ziemlicher Sicherheit während der Brutzeit als Waffe eingesetzt wurde. Die Männchen verteidigten aggressiv ihre Reviere gegen Artgenossen und waren in der Lage, die Eier und Küken gegen Räuber zu schützen. Steven M. Goodman und William L. Jungers vermuten, dass Centrornis majori eher eine watende als eine schwimmende Lebensweise hatte und  ihre Nahrung im flachen Wasser suchte. Eine Radiokarbondatierung, die von einem Centrornis-Knochen aus Antsirabe ermittelt wurde, betrug 17.370 Jahre BP (bei einer mittleren kalibrierten Datierung von 20.480 Jahren BP),  was nahelegt, dass Centrornis mayori und Alopochen sirabensis zusammen an denselben See- und Sumpfstandorten vorkamen.
Es wird angenommen, dass Centrornis majori mindestens bis zum 14. oder 15. Jahrhundert überlebte, dann aber wahrscheinlich der natürlichen Austrocknung der Insel und der Überjagung durch die madagassische Bevölkerung erlag.